# Casal di Principe
Casal di Principe (Casale o anche Casale 'e Princepe nel dialetto locale) è un comune italiano di 21 711 abitanti della provincia di Caserta in Campania.
Tra il 1928 ed il 1946 ha costituito, coi vicini comuni di San Cipriano d'Aversa e Casapesenna (fino al 1973, frazione di San Cipriano), il comune di Albanova, appartenente alla provincia di Napoli.

## Geografia fisica
Dista 25 km da Caserta e 20 km da Napoli.
Il comune di Casal di Principe è situato nel bel mezzo della pianura di Terra di Lavoro specificamente tra il bacino inferiore del Volturno e l'agro aversano in zona bonificata, a tre chilometri a sud dei Regi Lagni, corsi d'acqua minori che corretti ed inalveati in occasione delle opere di bonifica, costituiscono insieme al fiume Volturno la rete idrografica della zona.

## Origini del nome
Da fonti non meglio identificate sembra che il nome Casal di Principe derivi da un evento risalente al periodo 1458-1490 durante il quale Mattia Corvino fu re d'Ungheria. Sembra che un suo figlio naturale di nome Stanislao abbia attentato alla vita del padre per subentrargli sul trono. Scoperta la tresca, Mattia, che era imparentato con Ferdinando I d'Aragona re di Napoli per averne sposata la figlia Beatrice, fa arrestare il figlio insieme con i complici e, per non ammazzarlo, li espelle dal regno chiedendo per essi ospitalità a Ferdinando I. Viene a loro assegnato un vecchio casale ubicato in una zona malsana e acquitrinosa dell'entroterra, appunto perché doveva essere una punizione.
Da quel momento nasce, quindi, Casal di Principe, cioè il casale dove vive il principe.
Al di là della veridicità o meno del fatto, oggi troviamo molteplici coincidenze con esso: i nomi Mattia e Stanislao, questo di chiare origini slave, sono molto diffusi a Casal di Principe ed il cognome Corvino è addirittura il più diffuso.

## Storia

### Origini
Le prime notizie su Casal di Principe risalgono ai tempi della civiltà degli Osci, precedente a quella dei romani i quali utilizzarono questa zona come avamposto sul litorale Domizio e vi erano di stanza poche guarnigioni. Inizialmente chiamato solamente Casale, sembra che sia nato dopo la distruzione della vicina Liternum (Patria): infatti l'esercito barbarico lasciò ovunque morte, distruzione e terrore nell'animo dei Liternesi, i quali vagarono nelle campagne dando vita ai Locus "aggregazioni di case", da uno di questi dovette iniziare Casal di Principe.

### Epoca normanna
Nel Medioevo Casale fu feudo longobardo, circondato da ogni parte da vaste proprietà appartenenti ai monaci certosini benedettini di Monte Cassino, del Volturno, di Cava e di Capua. Nel corso dei secoli si perdono quasi le tracce della sua esistenza e si ritrovano intorno all'anno 1030, in epoca normanna (con Rainulfo Drengot), abbinata ad Aversa che è stata per eccellenza città normanna. Ai tempi della dominazione normanna, Casale dovette subire le vicende dei normanni aversani e capuani.

### Epoca sveva
Durante la signoria sveva Casale era feudo della casa Rebursa d'Aversa. In Italia, quando succedettero al trono gli Angioini, la casa Rebursa d'Aversa si ribellò e la loro casata venne distrutta. Per questo motivo nel 1263 una parte di Casale fu data a Guglielmo Stendardo (o Estendardo) valoroso cavaliere francese; Carlo Seripando ne comprò una parte dalla Regia Corte; Giagnette ne possedette una quinta parte; Ursini possedette interamente Casale e lo vendette con altri luoghi delle vicinanze a Gurrello Aurilia. In seguito il possedimento passò ai figli Raimondo e Pietro Aurilia, il primo conte di Corigliano e il secondo conte di Caiazzo.

### Periodo moderno
Nel 1418 Raimondo e Pietro Origlia vendettero il possedimento a Giacomo Gargano (o Galgano), milite di Aversa. Con la morte di costui nel 1422 il feudo passò ai figli Giovanni Milite, Loise, Marinello, Luca e Matteo e così restò feudo della casata Galgano fino al 1754, anno in cui morì l'ultimo barone di questa famiglia. Il feudo tornò alla Regia Corte. Il 21 marzo 1758 Casale fu elevato a ducato e D. Giuseppe de Rossi ne prese possesso. Con la sua morte avvenuta il 14 marzo 1780 i beni e quindi anche il ducato di Casale fu ereditato dall'unica figlia D. Maria Teresa de Rossi che morì alcuni anni dopo nel 1783 a Napoli. Il 3 marzo 1795 fu investito duca di Casale D. Alfonso Sanchez de Luna, primogenito della duchessa D. Maria Teresa de Rossi: costui fu l'ultimo duca e barone di Casale.

### Periodo fascista
Il 9 aprile 1928 il comune di Casal di Principe venne fuso con San Cipriano d'Aversa, formando il comune di Albanova.
La comunità Albanovese viveva principalmente di agricoltura, settore che poi è andato via via riducendosi a favore dell'edilizia e del terziario cantieristico, il quale oggi occupa la maggior parte della forza lavoro locale.
Un tempo la coltivazione della canapa era la principale attività del paese, ma col passare degli anni ha lasciato il posto ai frutteti (pesche, albicocche e mele in prevalenza), e alla coltivazione della barbabietola da zucchero. Ma anche i cereali, specialmente l'avena e il mais, trovano ampi spazi di coltura perché molto utilizzati nella zootecnica, in quanto Casal di Principe è uno dei principali centri di allevamento della bufala campana da cui si ricava il latte per la famosa mozzarella che tanta rinomanza ha acquisito negli anni.

### Il secondo dopoguerra
Nel 1946 il comune di Albanova venne disciolto, e Casal di Principe recuperò la propria autonomia. Infatti in Casal di Principe sino a fine ottocento vi è la presenza come proprietari terrieri delle famiglie dei duchi De Capoa (oggi Capoluongo da De Capoa Luongo), dei marchesi Diana, della famiglia del cavalier Bevilacqua, della famiglia Coppola discendenti dei Conti di Sarno sino a quando dopo la prima guerra mondiale, sull’onda dei disordini e delle occupazioni delle fabbriche e delle terre che ci furono in tutta Italia, anche a Casal di Principe i contadini si riunirono in una cooperativa denominata “Risveglio”, che raggiunse oltre 500 iscritti. Essi occuparono i latifondi del marchese Diana e del dottor Bevilacqua in località Bonito, a differenza dei De Capoa, che avevano i terreni tra Villa Literno e Giugliano in Campania e che non furono occupati. Dopo questo periodo vi fu un innalzamento del benessere tra gli abitanti di Casal di Principe. Ebbe inizio la bonifica del suolo fin dal 1900 con le cosiddette colmate, le quali, col deposito del limo su tutta la zona, dovevano sollevare di vari metri il terreno per renderlo coltivabile ed impedire il formarsi di stagni e laghetti. Tale metodo, perché lungo e dispendioso, nonostante fossero state spese ingenti somme, per creare un canale dal Volturno a tutto il comprensorio, fino ad Ischitella, fu sostituito da un altro metodo, più sbrigativo, cioè l’installazione di idrovore, che prosciugavano l’acqua notte e giorno e asciugavano i terreni che poterono essere utilizzati e messi a coltura.
L’opera di bonifica fu completata dal fascismo che fece di quest’azione una delle sue principali “battaglie” e opere di propaganda anche se la malaria non fu eliminata dalle nostre terre.
Letizia riporta (siamo negli anni “30) «In Casal di Principe ero Dirigente di un Ambulatorio antimalarico. Fra gli altri obblighi, vi era quello di eseguire non solo la cura dei malarici, ma soprattutto la profilassi, per evitare che le persone si riammalassero o avessero recidive. A tale scopo, oltre a distribuire in ambulatorio del chinino dello Stato, mi recavo, tre, quattro volte, nella stagione estiva, quando più fervevano i lavori, nelle campagne più infestate dalle zanzare. (…) Questa terribile malattia, era per gli abitanti del mio paese, un terribile flagello. Quasi un terzo della popolazione ne soffriva ogni anno. Incideva molto sull’economia del paese. I lavoratori colpiti, spesso, rimanevano disoccupati per vari mesi ed era la miseria più nera per le loro famiglie» (p. 165).
Come sostiene lo stesso autore, la profilassi e la bonifica erano insufficienti per sconfiggere le zanzare. Bisognò arrivare alla produzione del famoso DDT che liberò per sempre le terre dalla malaria.
Nei primi decenni del Novecento le terre restavano, in maggioranza, in mano a grandi proprietari terrieri; c’erano poi i “medi” e i “piccoli” proprietari, gli affittuari e i braccianti a giornata.
Si registrava, come in altre parti d'Italia, in particolare del Sud, la piaga del lavoro minorile. Nei lavori agricoli venivano impiegati anche i bambini, fin dall’età di sette/otto anni. 

### Simboli
Lo stemma non ha ancora una concessione ufficiale ma è stato adottato con delibera del Consiglio comunale.
Il gonfalone è un drappo partito di azzurro e di bianco.

## Monumenti e luoghi d'interesse

### Architetture religiose

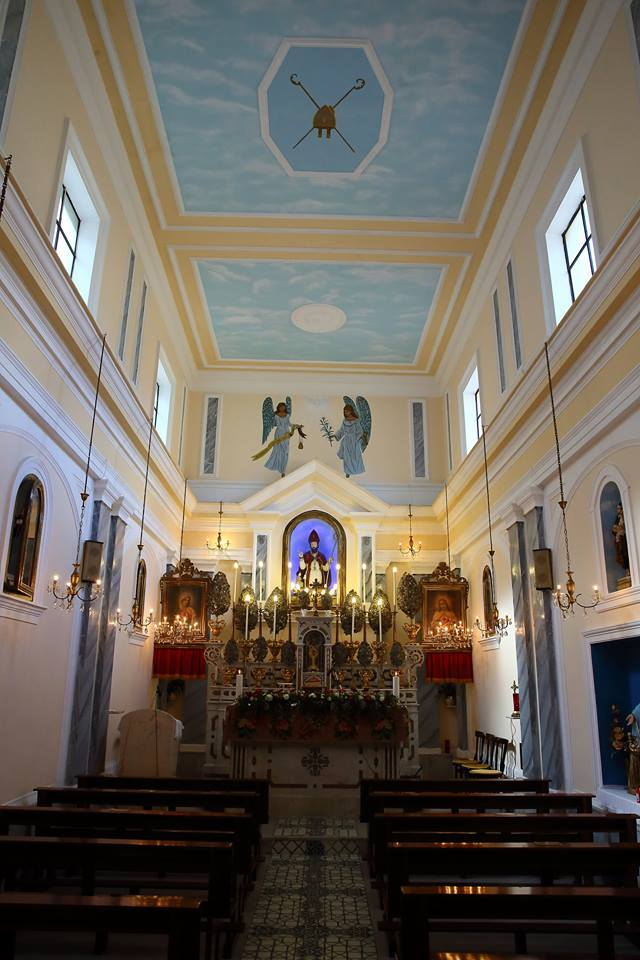
Interno della Cappella di San Biagio

Nel territorio comunale sono presenti molti edifici di culto cattolico tra cui le cappelle dedicate ai santi cari alla tradizione locale antica e moderna come santa Lucia e san Biagio. In particolare la chiesa di San Biagio custodisce una reliquia del Santo e un busto in gesso dipinto del santo opera del noto scultore napoletano Achille D'Orsi. Le chiese parrocchiali sono: Parrocchia del Santissimo Salvatore, Santa Maria Preziosa, Spirito Santo e San Nicola di Bari.

#### Parrocchia SS. Salvatore
È la chiesa più importante di Casal di Principe: essa guarda su corso Umberto I. Confina ad oriente con piazza Vittorio Emanuele, a mezzogiorno e ad occidente con la strada pubblica, a settentrione con la casa parrocchiale.
È a tre navate con crociera e misura 36 metri per 15. Gli ornamenti sono di stile barocco. Alle spalle dell'altare maggiore spicca il torno marmoreo della immagine della Santissima Vergine, detta la Preziosa, costruito nel 1933, venticinquesimo anniversario dell'Incoronazione. Vi sono sei altarini. Sulla parete destra vi è una tela fatta affrescare da Giulio Pizzella che porta la data del 1633. Sulla chiesa si eleva una magnifica torre campanaria.
Sulle origini della chiesa del Santissimo Salvatore non esiste documentazione: un unico riferimento ci è offerto dalle Rationes ove è scritto "Il sacerdote Nicola di Casandrino per la terza parte della chiesa di San Salvatore in Casal di Principe pagava tre tarì e grani 10". Questa notizia è del 1324 e c'informa che in quel tempo la chiesa già esisteva. La documentazione precisa inizia dopo il Concilio di Trento, da quando cioè i parroci furono obbligati a risiedere nelle loro parrocchie. Per questa chiesa, a partire dal 1581.
Inoltre presso la sagrestia è conservato un crocifisso ligneo della scuola napoletana del XII secolo e una tavola raffigurante la Vergine datata 1725. Inoltre in una delle cappelle laterali sono custoditi le spoglie mortali della Serva di Dio Suor Maria Raffaela Coppola O.S.C.Cap., religiosa corista del monastero delle Trentatré di Napoli.

#### Parrocchia Spirito Santo
La chiesa dello Spirito Santo è di costruzione più recente, del primo dopoguerra (1918), e quando è stata costruita si trovava quasi ai confini: la chiesa è ubicata in piazza Villa (Sott 'a Vill in dialetto).
Lo stile è romanico ed è ad una sola navata. L'altare maggiore è in marmo, di stile pregevole e le decorazioni ci riportano al settecento. Ai due lati porta lo stemma francescano, ciò fa pensare che fu prelevata da qualche chiesa francescana d'Aversa. Sulla parte sinistra, nell'entrata, si trova una tela donata da Agostino Caprio, la quale rappresenta la Crocifissione. Lo stile e il simbolo in essa presente, il sole e la luna, che vogliono raffigurare la notte e il giorno, la fanno considerare molto antica, probabilmente del 1300-1400. La trama della composizione si svolge in due piani: la scena del monte con le tre croci in basso a sinistra, più su il Crocifisso che sta nell'ampiezza del cielo.

#### Altre chiese
- Chiesa di Santa Lucia, in via Vaticale;
- Chiesa del Sacro Cuore (XIX secolo), in via Santa Lucia;
- Chiesa dell'Istituto delle Suore figlie di Sant'Anna, in via Matteotti;
- Chiesa dell'Istituto "Santa Maria Preziosa" (XX secolo), in via Croce.

### Altri monumenti
- Monumento di spicco è il Palazzo Pignata, oggi Coppola, come si legge sul frontone del palazzo stesso, precedentemente di proprietà della famiglia Pignata, situato nel centro, è attualmente una proprietà privata, anche se in passato ci sono stati tentativi da parte del Comune di renderlo pubblico.
- La statua dedicata ai Caduti è situata in piazza San Rocco ed è stata denominata "il nanerottolo": si tratta di un inerme soldatino ritratto nell'atto di lanciare una granata, la cui simbolica militaristica è stata fatta a lungo oggetto di satira popolare.
- Di recente costruzione per iniziativa popolare è la statua di papa Giovanni Paolo II situata nei pressi della rotonda che incrocia la via Vaticale e la via Circumvallazione Esterna. È stata denominata "la pescheria" perché sormontante un globo terraqueo si erge la statua all'interno di un recinto con catena, ancora e piastrelle dalle tonalità marine.

## Società

### Evoluzione demografica
Abitanti censiti

### Etnie e minoranze straniere
Al 1 gennaio 2024 risultano residenti 1555 cittadini stranieri, ovvero circa il 7% della popolazione.

### Religione
Patrona del paese è Maria Santissima Preziosa, viene venerata nella chiesa del Santissimo Salvatore e condivisa con l'omonima Parrocchia sita in via Maria SS. Preziosa (traversa di Corso Dante). Vi sono leggende che fanno risalire l'origine dell'effige all'evangelista San Luca.
Una solenne processione che coinvolge tutta la cittadinanza accompagna l'effigie della Vergine, il martedì in Albis, dalla Chiesa del Santissimo Salvatore alla chiesa di Maria Santissima Preziosa. A settembre l'immagine viene riportata nella Chiesa madre.
L'8 settembre 1908 fu celebrata per la prima volta la solenne incoronazione della patrona del paese. L'evento si è poi ripetuto nel 1958 e nel 1988. L'11 settembre 2008, nello stadio comunale, è stato celebrato il centenario dell'incoronazione dell'effigie di Maria Santissima Preziosa, alla presenza del cardinale Crescenzio Sepe e di circa trentamila persone. La cerimonia è stata dedicata alla memoria di don Giuseppe Diana.

#### Leggenda del Santo Patrono
Si dice che una statua raffigurante il volto di Santa Maria Preziosa si trovava ad Aversa e molti rappresentanti dei rispettivi paesi la volevano come Patrono del proprio paese, ma nessuno riusciva a spostarla. Un giorno andarono dei bambini di Casal di Principe e riuscirono a trasportarla facilmente nel loro paese. Fu da allora che Santa Maria Preziosa divenne patrona di Casal di Principe.

### Lingue e dialetti
Accanto all'italiano è diffuso il dialetto casalese, parlato anche a San Cipriano d'Aversa e Casapesenna (ed, in misura minore, a Villa Literno, Villa di Briano, Frignano e San Marcellino), diretta filiazione del latino. Nel casalese è particolarmente accentuata la metafonia (cambiamento di vocale) sia di genere che tra singolare e plurale (gruosso/grossa = grande; cane/chèni= cane/i). Altra caratteristica è un diffuso rotacismo (trasformazione della D in R). Il diffuso rotacismo distingue il casalese dal napoletano. La caratteristica più peculiare del casalese è la trasformazione della "a" tonica in "è" es: mangète r'i cheni = mangiato dai cani.

## Camorra
Casal di Principe è, insieme a San Cipriano d'Aversa, il paese d'origine di molti esponenti del clan mafioso dei Casalesi, le cui attività illegali si diramano in ampi settori dell'economia locale e regionale, con ramificazioni persino internazionali.
Del comune ha scritto Roberto Saviano nel suo romanzo Gomorra, individuandolo come il centro indiscusso della camorra casertana. Dopo l'uscita del libro, su volere del Ministero dell'Interno, a Casal di Principe sono stati rafforzati i posti di blocco che ora avvengono sempre con Carabinieri, Guardia di Finanza, Polizia di Stato ed Esercito.
L'amministrazione del comune è stata sciolta tre volte per infiltrazioni camorristiche.

## Cultura

### Istruzione

#### Scuole
Dopo la creazione degli Istituti Comprensivi, le scuole pubbliche del Primo Grado di Istruzione (infanzia, primaria e scuola media) sono state raggruppate in due Istituti Comprensivi Pubblici. Sono inoltre presenti due istituzioni scolastiche paritarie private.
Gli istituti superiori sono: l'Istituto Tecnico Statale Guido Carli e il Liceo Socio Psico Pedagogico (paritario) Maria SS. Preziosa.

## Economia
Casal di Principe è conosciuta per la produzione della mozzarella di bufala campana, che viene esportata in tutto il mondo. A discapito delle proprie origini contadine, oggi la città è diventata un centro propulsore del commercio e dell'imprenditoria in genere.

### Agricoltura
L'agricoltura si basa sulla coltivazione di barbabietole da zucchero, pomodori, granturco e ortaggi; la frutta più coltivata è la mela "annurca" e la pesca anche detta nel dialetto “percoca”

### Industria
Il comune è scarsamente industrializzato e le poche realtà presenti riguardano l'industria del gas, quella della produzione di fili elettrici e affini all'elettricità e le vernici.

### Turismo
L'unico turismo presente è quello religioso, soprattutto legato a Maria Santissima Preziosa e a don Giuseppe Diana.

## Infrastrutture e trasporti

### Strade
Casal di Principe ha uno svincolo sulla SS 7 bis var Asse di supporto Nola-Villa Literno.
Le strade provinciali che attraversano il territorio comunale sono:
- Strada Provinciale 30 Vaticale.
- Strada Provinciale 76 Santa Maria Preziosa-Ponte Difesa Casale.
- Strada Provinciale 256 Prolungamento Provinciale Casal di Principe-Ponte Difesa Casale.
- Strada Provinciale 339 Variante di Casal di Principe lato Sud-Ovest.
- Strada Provinciale 15 corso Umberto I.

### Ferrovie
La località è servita dalla fermata di Albanova, che sorge nell'adiacente comune di San Cipriano d'Aversa. Tale fermata è posta sul tronco comune alle linee Roma-Formia-Napoli e Villa Literno-Cancello ed è servita da treni regionali svolti da Trenitalia nell'ambito del contratto di servizio stipulato con la Regione Campania.
Fra il 1912 e il 1960 il comune era collegato con Napoli mediante la tranvia Aversa-Albanova, costruita per iniziativa della società belga Société Anonyme des Tramways Provinciaux (SATP).

### Mobilità urbana
Il comune è servito dalle autolinee suburbane operate dalla Air Campania.

## Amministrazione

Gonfalone civico

| Periodo           | Periodo           | Primo cittadino              | Partito                  | Carica      | Note          |
| ----------------- | ----------------- | ---------------------------- | ------------------------ | ----------- | ------------- |
| 13 luglio 1988    | 21 maggio 1990    | Francesco Schiavone          | Democrazia Cristiana     | sindaco     |               |
| 16 luglio 1990    | 30 settembre 1991 | Alessandro Diana             | Democrazia Cristiana     | sindaco     |               |
| 30 settembre 1991 | 6 dicembre 1993   | Paolino Maddaloni            |                          | commissario |               |
| 21 novembre 1993  | 22 novembre 1994  | Renato Natale                | PDS e civiche            | sindaco     | [ 16 ]        |
| 22 novembre 1994  | 23 aprile 1995    | Paolino Maddaloni            |                          | commissario |               |
| 23 aprile 1995    | 23 dicembre 1996  | Vincenzo Corvino             | CCD e civiche            | sindaco     |               |
| 23 dicembre 1996  | 13 giugno 1999    | Basilicata, Cupello, Provolo |                          | commissario | [ 17 ]        |
| 13 giugno 1999    | 29 luglio 1999    | Luigi Scalzone               | Rinnovamento Italiano    | sindaco     |               |
| 29 luglio 1999    | 16 aprile 2000    | Gerardina Basilicata         |                          | commissario |               |
| 16 aprile 2000    | 15 marzo 2002     | Pasquale Martinelli          | Alleanza Nazionale       | sindaco     |               |
| 15 marzo 2002     | 26 maggio 2003    | Paolino Maddaloni            |                          | commissario |               |
| 26 maggio 2003    | 6 giugno 2006     | Francesco Goglia             | Forza Italia             | sindaco     |               |
| 6 giugno 2006     | 28 maggio 2007    | Savina Macchiarella          |                          | commissario |               |
| 28 maggio 2007    | 17 aprile 2012    | Cristiano Cipriano           | Forza Italia-PdL         | sindaco     |               |
| 17 aprile 2012    | 26 maggio 2014    | Guida, Cagnazzo, Mametti     |                          | commissario | [ 17 ] [ 18 ] |
| 26 maggio 2014    | 28 giugno 2024    | Renato Natale                | civica (centro-sinistra) | sindaco     |               |
| 28 giugno 2024    | in carica         | Ottavio Corvino              | civica (centro-destra)   | sindaco     |               |

## Sport
A Casal di Principe ha sede la società ASD Albanova Calcio ,che nella stagione 2025-2026 milita in Eccellenza, e la società ASD Casal di Principe che nella stagione 2025-2026 partecipa al campionato di Promozione. Entrambe le squadre disputano le gare casalinghe presso lo stadio comunale intitolato ad Angelo Scalzone.